# Conus bicolor
Conus bicolor é uma espécie de gastrópode do gênero Conus, pertencente a família Conidae.